# コラーゲンマシーン
コラーゲンマシーンは、日焼けマシーン（タンニングマシーン）の様な形で、633nmの波長を主とする可視光線を肌に当てて肌細胞の活性化を施す美容機器のことである。
コラーゲンマシンと呼ばれることもある。
もともとは、医療用、または日照時間が少ない地域での健康のために使用する装置として開発された。コラーゲンという単語が使われているが、コラーゲンそのものが発生する機器ではない。現在は、オランダ製の機器の輸入が主流。

## 構造
コラーゲンマシーンには、ピンク色の光を発する蛍光管が設置されていて、簡単に肌へ照射できるように設計されている。ランプは衝撃を保護するためにアクリル板で守られている。光線の波長としては633nm付近の肌細胞の活性化に最適な光線が放射できるランプが搭載されている。